# Bäsingen
För fartyget, se S/S Bäsingen. För orten, se Bäsinge. För gravhögen, se Larva bäsing.
Bäsingen är en sjö i Avesta kommun i Dalarna och ingår i Dalälvens huvudavrinningsområde. Sjön är 29,6 meter djup, har en yta på 12,7 kvadratkilometer och befinner sig 67 meter över havet. Sjön genomrinns av vattendraget Dalälven.
Vid nordvästra stranden ligger Folkärna kyrka, där Erik Axel Karlfeldt ligger begravd, och vid sjöns södra strand ligger orten Bäsinge.
Namnet skrevs Besningen Lacus 1652. Namnet tros vara bildat till ett fornsvenskt ord *bætsn "betesmark" och kan ursprungligen ha lytt *Bætsninger. Orten Bäsinge, som ju är uppkallad efter sjön, skrevs Bezninge redan 1353.

## Delavrinningsområde
Bäsingen ingår i delavrinningsområde (667022-153194) som SMHI kallar för Utloppet av Bäsingen. Medelhöjden är 81 meter över havet och ytan är 45,88 kvadratkilometer. Räknas de 2604 avrinningsområdena uppströms in blir den ackumulerade arean 26 857,46 kvadratkilometer. Avrinningsområdets utflöde Dalälven (Österdalälven) mynnar i havet. Avrinningsområdet består mestadels av skog (38 procent) och jordbruk (22 procent). Avrinningsområdet har 12,45 kvadratkilometer vattenytor vilket ger det en sjöprocent på 27,1 procent.